# Christopher Andrewes
Christopher Howard Andrewes (Londra, 7 giugno 1896 – 31 dicembre 1988) è stato un biologo inglese.
Socio della Royal Society dal 1939, fu tra i massimi esperti di rinite ed influenza. Nel 1979 fu insignito della Medaglia d'oro Robert Koch per l'eccellenza riconosciuta nelle ricerche biomediche.